# Буди-Порицькі
Буди-Порицькі (пол. Budy Poryckie) — село в Польщі, у гміні Стависьки Кольненського повіту Підляського воєводства.
Населення — 86 осіб (2011).
У 1975-1998 роках село належало до Ломжинського воєводства.

## Демографія
Демографічна структура станом на 31 березня 2011 року:
|          | Загалом | Допрацездатний вік | Працездатний вік | Постпрацездатний вік |
| -------- | ------- | ------------------ | ---------------- | -------------------- |
| Чоловіки | 44      | 14                 | 26               | 4                    |
| Жінки    | 42      | 7                  | 27               | 8                    |
| Разом    | 86      | 21                 | 53               | 12                   |